# Nižný Kručov
Nižný Kručov es un municipio del distrito de Vranov nad Topľou en la región de Prešov, Eslovaquia, con una población estimada a final del año 2024 de 386 habitantes.
Se encuentra ubicado en el centro-sur de la región, cerca del río Topľa (cuenca hidrográfica del río Tisza) y de la frontera con la región de Košice.

## Demografía
| Año        | 1994 | 2004    | 2014    | 2024    |
| ---------- | ---- | ------- | ------- | ------- |
| Población  | 385  | 387     | 418     | 386     |
| Diferencia |      | +0,51 % | +8,01 % | −7,65 % |

| Año        | 2023 | 2024    |
| ---------- | ---- | ------- |
| Población  | 391  | 386     |
| Diferencia |      | −1,27 % |